# Vickers-Armstrong
Vickers-Armstrong Limited fue un conglomerado de ingeniería británica formada por la fusión de los activos de Vickers Limited y Sir WG Armstrong Whitworth & Company en 1927. La mayor parte de la empresa fue nacionalizada en los años 1960 y 1970, y el resto cedidas a Vickers plc en 1977.

## Historia

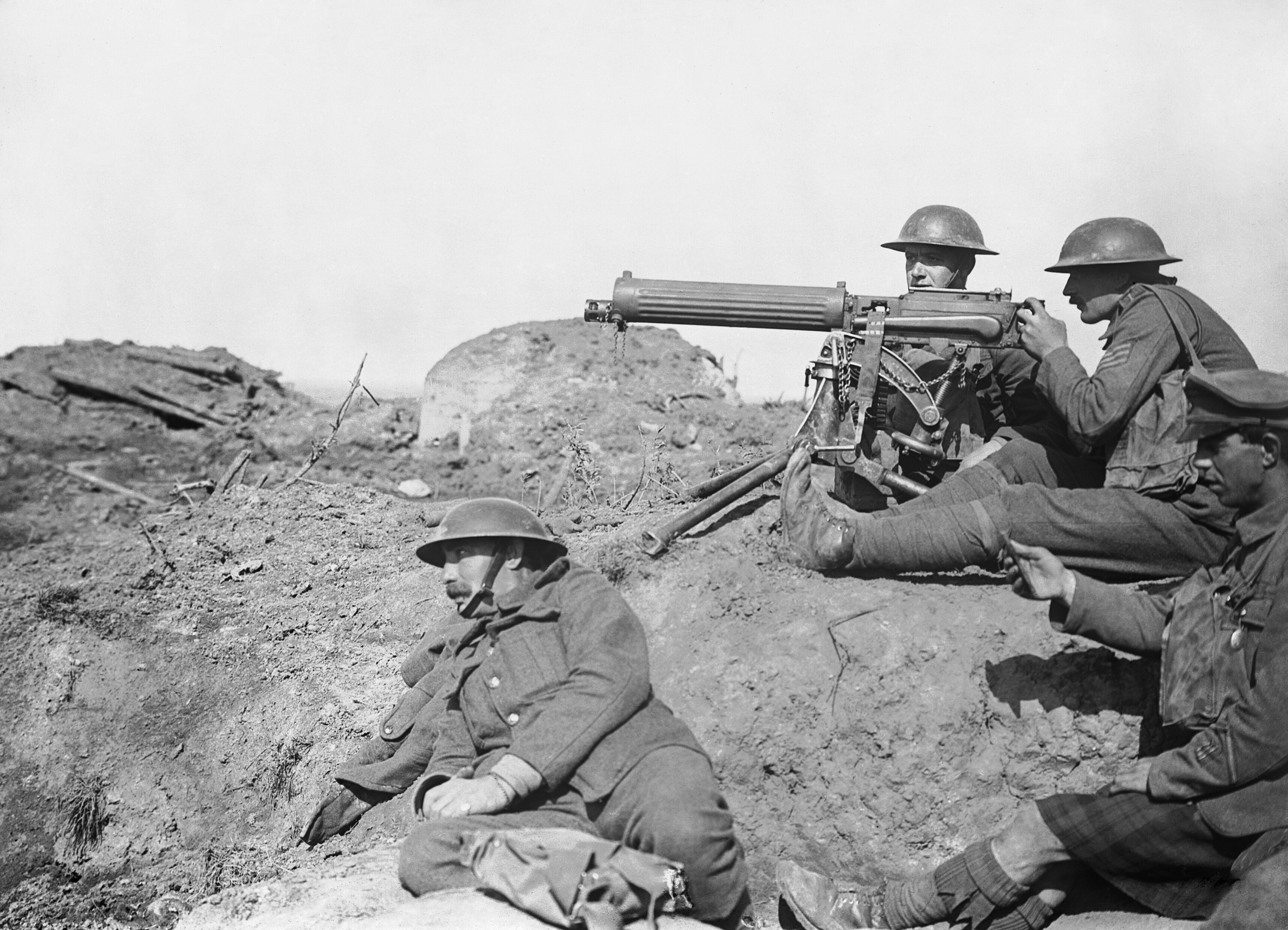
Ametralladora Vickers (Primera Guerra Mundial)

Vickers se fusionó con la compañía de ingeniería basada en Tyneside Armstrong Whitworth, fundada por el ingeniero William George Armstrong, para convertirse en Vickers-Armstrong Ltd. Armstrong Whitworth y Vickers habían desarrollado de forma similar su expansión en diversos sectores militares, lo que permitió al nuevo grupo disponer de una gama completa de armamento. Armstrong Whitworth destacaba por la fabricación de artillería en Elswick y la construcción naval en el astillero de High Walker sobre el río Tyne.
1929 vio la fusión del negocio ferroviario con la recién adquirida Cammell Laird, para formar Metropolitan Cammell Carriage and Wagon (MCCW); Metro Cammell. Un año antes, en 1928, la compañía también había comprado la empresa aeronáutica que más adelante fabricaría el avión de caza Supermarine Spitfire, la Supermarine Aviation Works.

## Armamento
Vickers-Armstrongs es conocido en el mercado de las armas por su famosa Ametralladora Vickers de 1912 usada en la Primera Guerra Mundial . Había otras ametralladoras Vickers aparte de la normal refrigerada por agua (conocida universalmente como el arma "Vickers") : la ametralladora Vickers-Berthier (VB) utilizada por el ejército de la India, la ametralladora Vickers K de 7,7 mm para aeronaves , y la ametralladora de 40 mm "Vickers S" antiaérea.
Vickers ha producido armas más grandes, como el cañón de Artillería QF 2 libras utilizados en los tanques. En 1948, Vickers compró la empresa australiana de Charles Ruwolt Ltd por 750.000 libras después de la muerte Ruwolt en 1946. Durante la Segunda Guerra Mundial la firma Ruwolt produjo armamentos para el Gobierno de Australia, incluida artillería de campaña, tales como morteros y obuses.

## La construcción naval
Después de la fusión en 1927, la empresa poseía un gran astillero en cada costa de Gran Bretaña: el astillero de construcción naval de Vickers en Barrow-in-Furness, en Cumbria, y el astillero de Armstrong Whitworth en el High Walker sobre el río Tyne. Vickers-Armstrong fue uno de los fabricantes de buques de guerra más importantes en el mundo. Por intereses fueron renombrados como Vickers-Armstrongs Shipbuilders en 1955, cambiando de nuevo a Grupo de construcción naval Vickers Limitada en 1968. El astillero de Barrow fue nacionalizado y pasó a formar parte de constructores navales británicos en 1977, fue privatizada como Vickers Shipbuilding and Engineering en 1986 y permanece en funcionamiento hasta el presente como BAE Systems Submarine Solutions. Mientras tanto, el astillero naval del Alto Walker sobre el río Tyne pasó a Swan Hunter en 1968, fue nacionalizado y pasó a formar parte de British Shipbuilders en 1977, fue privatizada aún como Swan Hunter en 1986, pero cerraron durante la década de 1980.

## Vehículos militares
Algunos de los vehículos militares construidos por Vickers-Armstrongs incluyen
- Carden-Loyd Mk. VI
- Cruiser Mk I
- Cruiser Mk II
- Vickers 6-ton
- Valentine
- Vickers MBT (y bajo licencia en India como Vijayanta)[4] El primer prototipo fue completado en 1963.[4]

## Proyectos de aviación
- Vickers FB 5
- Vickers E.S.1
- Vickers E.F.B.7
- Vickers E.F.B.8
- Vickers F.B.11
- Vickers F.B.12
- Vickers F.B.14
- Vickers FB19
- Vickers Vampire
- Vickers Vimy
- Vickers VIM
- Vickers Viking
- Vickers Vendace
- Vickers Vixen
- Vickers Viget
- Vickers Valparaiso
- Vickers Venture
- Vickers 131 Valiant
- Vickers Type 123
- Vickers Type 141
- Vickers Type 143 (Scout boliviano)
- Vickers Jockey
- Vickers Type 163
- Vickers Type 177
- Vickers Vespa
- Wibault Type 121 Scout
- Vickers Vireo
- Vickers Vellore
- Vickers Virginia
- Vickers Vanox
- Vickers Valentia (1918 bote volante)
- Vickers Type 264 Valentia (1934 transporte)
- Vickers Vernon
- Vickers Victoria
- Vickers Vildebeest
- Vickers Vincent
- Vickers Type 207 (M.1/30)
- Vickers Type 253
- Vickers Wellesley
- Vickers Venom
- Vickers Wellington
- Vickers Warwick
- Vickers Type 432 - interceptor de gran altitud de la Segunda Guerra Mundial
- Vickers Windsor
- Vickers Valetta
- Vickers Varsity
- Vickers Valiant

Vickers también compitió por diseños como
- Victory Bomber
- Vickers Type 559 - 1950s interceptor de gran altitud supersónico

## Aviones civiles
- Vickers Vimy Commercial
- Vickers Vulcan (1920s)
- Vickers Type 170 Vanguard (1923)
- Vickers Viastra
- Vickers Vellox
- Vickers VC.1 Viking
- Vickers Viscount
- Vickers Vanguard
- Vickers V-1000 - incompleto
- Vickers VC10

## Ficción
- El rol de Vickers-Armstrongs en la Guerra del Chaco es parodiado como Viking Arms Co. Limited en el libro La oreja rota de Las Aventuras de Tintín.